# Лугайд мак Кон
Лугайд Мак Кон (англ. Lugaid mac Con) также известный просто как Мак Кон (Сын Пса) — легендарный верховный король Ирландии II века.

## Биография
Лугайд Мак Кон — сын Садб и её первого мужа, пасынок Айлиля Гнилое Ухо, сводный брат Эогана сына Айлиля, короля Мунстера. Поссорившись с братом из-за игры музыканта начал войну, проиграл сражение при после чего бежал на территорию Шотландии. Собрав через семь лет при помощи короля Альбы новые войска выиграл битву при Маг Мукриме в которой погибли Эоган и Арт Одинокий. После победы в битве Мак Кон был верховным королём Ирландии семь лет. По одной версии Лугайд мак Кон добровольно уступил власть Кормаку мак Арту, по другим — Кормак силой вернул трон предков.

## Семья
У Лугайда мак Кона было два сына Фотад Кайрптех и Фотад Айртех. Они также были верховными королями Ирландии.